# Liste der Mitglieder des Althing 2017
Diese Liste der Abgeordneten im Althing listet die Abgeordneten des isländischen Parlaments Althing direkt nach der Parlamentswahl vom 28. Oktober 2017 auf.
Von den 63 Mandaten entfielen 16 auf die Unabhängigkeitspartei, 11 auf die Links-Grüne Bewegung, 8 auf die Fortschrittspartei, je 7 auf die Allianz und die neugegründete Zentrumspartei, 6 auf die Píratar (Piratenpartei) und je 4 auf Viðreisn und Flokkur fólksins.
| Name                            | Fraktion              | Kommentar |
| ------------------------------- | --------------------- | --- |
| Albertína Friðbjörg Elíasdóttir | Allianz               | |
| Andrés Ingi Jónsson             | Links-Grüne Bewegung  | seit Ende November 2019 fraktionslos, seit Februar 2021 Píratar |
| Anna Kolbrún Árnadóttir         | Zentrumspartei        | |
| Ari Trausti Guðmundsson         | Links-Grüne Bewegung  | |
| Ágúst Ólafur Ágústsson          | Allianz               | |
| Áslaug Arna Sigurbjörnsdóttir   | Unabhängigkeitspartei | seit 6. September 2019 Justizministerin |
| Ásmundur Einar Daðason          | Fortschrittspartei    | seit 30. November 2017 Minister für Soziales und Gleichberechtigung im Wohlfahrtsministerium |
| Ásmundur Friðriksson            | Unabhängigkeitspartei | |
| Bergþór Ólason                  | Zentrumspartei        | |
| Birgir Ármannsson               | Unabhängigkeitspartei | |
| Birgir Þórarinsson              | Zentrumspartei        | |
| Bjarkey Olsen Gunnarsdóttir     | Links-Grüne Bewegung  | |
| Bjarni Benediktsson             | Unabhängigkeitspartei | Parteivorsitzender der Unabhängigkeitspartei, seit 30. November 2017 Finanzminister |
| Björn Leví Gunnarsson           | Píratar               | Parteivorsitzender der Píratar für die Periode 2018–2019 |
| Bryndís Haraldsdóttir           | Unabhängigkeitspartei | |
| Brynjar Níelsson                | Unabhängigkeitspartei | |
| Guðjón S. Brjánsson             | Allianz               | |
| Guðlaugur Þór Þórðarson         | Unabhängigkeitspartei | Außenminister, in gleicher Position bereits im Kabinett Bjarni Benediktsson seit 11. Januar 2017 |
| Guðmundur Andri Thorsson        | Allianz               | |
| Guðmundur Ingi Kristinsson      | Flokkur fólksins      | |
| Gunnar Bragi Sveinsson          | Zentrumspartei        | |
| Halla Signý Kristjánsdóttir     | Fortschrittspartei    | |
| Halldóra Mogensen               | Píratar               | Parteivorsitzende der Píratar für die Periode 2017–2018 |
| Hanna Katrín Friðriksson        | Viðreisn              | |
| Haraldur Benediktsson           | Unabhängigkeitspartei | |
| Helga Vala Helgadóttir          | Allianz               | |
| Helgi Hrafn Gunnarsson          | Píratar               | |
| Inga Sæland                     | Flokkur fólksins      | Parteivorsitzende der Flokkur fólksins |
| Jón Gunnarsson                  | Unabhängigkeitspartei | |
| Jón Steindór Valdimarsson       | Viðreisn              | |
| Jón Þór Ólafsson                | Píratar               | |
| Karl Gauti Hjaltason            | Flokkur fólksins      | seit Ende November 2018 parteilos, seit Ende Februar 2019 Zentrumspartei |
| Katrín Jakobsdóttir             | Links-Grüne Bewegung  | Parteivorsitzende der Links-Grünen Bewegung, seit 30. November 2017 Premierministerin |
| Kolbeinn Óttarsson Proppé       | Links-Grüne Bewegung  | |
| Kristján Þór Júlíusson          | Unabhängigkeitspartei | seit 30. November 2017 Minister für Fischerei und Landwirtschaft im Ministerium für Wirtschaft und Innovation |
| Lilja Dögg Alfreðsdóttir        | Fortschrittspartei    | seit 30. November 2017 Ministerin für Bildung und Kultur |
| Lilja Rafney Magnúsdóttir       | Links-Grüne Bewegung  | |
| Líneik Anna Sævarsdóttir        | Fortschrittspartei    | |
| Logi Már Einarsson              | Allianz               | Parteivorsitzender der Allianz |
| Njáll Trausti Friðbertsson      | Unabhängigkeitspartei | |
| Oddný G. Harðardóttir           | Allianz               | |
| Ólafur Ísleifsson               | Flokkur fólksins      | seit Ende November 2018 parteilos, seit Ende Februar 2019 Zentrumspartei |
| Ólafur Þór Gunnarsson           | Links-Grüne Bewegung  | |
| Óli Björn Kárason               | Unabhängigkeitspartei | |
| Páll Magnússon                  | Unabhängigkeitspartei | |
| Rósa Björk Brynjólfsdóttir      | Links-Grüne Bewegung  | seit September 2020 fraktionslos, seit Dezember 2020 Allianz |
| Sigmundur Davíð Gunnlaugsson    | Zentrumspartei        | Parteivorsitzender der Zentrumspartei |
| Sigríður Á. Andersen            | Unabhängigkeitspartei | bis 13. März 2019 Justizministerin, in gleicher Position bereits im Kabinett Bjarni Benediktsson seit 11. Januar 2017 |
| Sigurður Ingi Jóhannsson        | Fortschrittspartei    | Parteivorsitzender der Fortschrittspartei, seit 30. November 2017 Minister für Verkehr und Kommunen |
| Sigurður Páll Jónsson           | Zentrumspartei        | |
| Silja Dögg Gunnarsdóttir        | Fortschrittspartei    | |
| Smári McCarthy                  | Píratar               | Parteivorsitzender der Píratar für die Periode 2019–2020 |
| Steingrímur J. Sigfússon        | Links-Grüne Bewegung  | |
| Steinunn Þóra Árnadóttir        | Links-Grüne Bewegung  | |
| Svandís Svavarsdóttir           | Links-Grüne Bewegung  | seit 30. November 2017 Gesundheitsministerin im Wohlfahrtsministerium. |
| Vilhjálmur Árnason              | Unabhängigkeitspartei | |
| Willum Þór Þórsson              | Fortschrittspartei    | |
| Þórdís Kolbrún R. Gylfadóttir   | Unabhängigkeitspartei | Ministerin für Tourismus, Industrie und Innovation im Ministerium für Wirtschaft und Innovation, in gleicher Position bereits im Kabinett Bjarni Benediktsson seit 11. Januar 2017; von März bis September 2019 auch Justizministerin |
| Þorgerður Katrín Gunnarsdóttir  | Viðreisn              | Parteivorsitzende von Viðreisn |
| Þórhildur Sunna Ævarsdóttir     | Píratar               | |
| Þorsteinn B. Sæmundsson         | Zentrumspartei        | |
| Þorsteinn Víglundsson           | Viðreisn              | Zurückgetreten im April 2020, Nachfolgerin Þorbjörg Sigríður Gunnlaugsdóttir |
| Þórunn Egilsdóttir              | Fortschrittspartei    | Gestorben am 9. Juli 2021, Nachfolger Þórarinn Ingi Pétursson |